# فاطمة الأنور
فاطمة الأنور هي لاعبة أولمبية وعداءة تونسية وُلدت في 14 مارس 1978، ومثلت تونس في دورة ألعاب البحر الأبيض المتوسط عامي 2001 و2005، وفازت في العامين بالميدالية الذهبية في سباق 1500 متر للسيدات.

## المشاركات والميداليات
أختيرت فاطمة الأنور في عام 2000 لتُشارك ضمن المنتخب التونسي لألعاب القوى في دورة الألعاب الأولمبية الصيفية 2000، والتي أقيمت في مدينة سيدني بأستراليا، حيث شاركت في سباق 1500 متر، ولكنها لم تتأهل إلى الدور النهائي واحتلت المركز السادس والعشرين في البطولة. وفي العام التالي، شاركت فاطمة الأنور في دورة الألعاب الفرانكوفونية التي أقيمت في مدينة أوتاوا بكندا، والتي فازت فيها بالميدالية الفضية في سباق 1500 متر للسيدات، ثُمّ شاركت في نفس العام في دورة ألعاب البحر الأبيض المتوسط التي أقيمت في العاصمة التونسية تونس حيث أحرزت الميدالية الذهبية في سباق 1500 متر للسيدات بعدما نجحت في إنهاء السباق في فترة زمنية بلغت 4:10.33 دقيقة. ويوضح الجدول التالي أهم المُسابقات والبطولات التي شاركت فيها فاطمة الأنور، وأبرز الميداليات والألقاب التي حققتها في البطولات والمسابقات المختلفة:
| العام | المسابقة                                          | المكان                    | المنافسات                        | الترتيب/الميدالية                | ملاحظات                               |
| ----- | ------------------------------------------------- | ------------------------- | -------------------------------- | -------------------------------- | ------------------------------------- |
| 1997  | بطولة إفريقيا لألعاب القوى للشباب تحت 20 سنة 1997 | إبادان، نيجيريا           | سباق 1500 متر - عدو سريع للسيدات | المركز الخامس                    | أنهت السباق في مدة بلغت 4:25.35 دقيقة |
| 1999  | دورة الألعاب الإفريقية 1999                       | جوهانسبرغ، جنوب إفريقيا   | سباق 800 متر - عدو سريع للسيدات  | المركز الرابع عشر                | أنهت السباق في زمن قدره 2:09.78 دقيقة |
| 1999  | دورة الألعاب الإفريقية 1999                       | جوهانسبرغ، جنوب إفريقيا   | سباق 1500 متر - عدو سريع للسيدات | المركز الثاني عشر                | أنهت السباق في زمن قدره 4:43.11 دقيقة |
| 2000  | دورة الألعاب الأولمبية الصيفية 2000               | سيدني، أستراليا           | سباق 1500 متر - عدو سريع للسيدات | المركز السادس والعشرين           | أنهت السباق في مدة بلغت 4:11.87 دقيقة |
| 2001  | بطولة العالم لألعاب القوى داخل الصالات 2001       | لشبونة، البرتغال          | سباق 1500 متر - عدو سريع للسيدات | المركز الخامس عشر                | أنهت السباق في زمن قدره 4:16.42 دقيقة |
| 2001  | دورة الألعاب الفرانكوفونية 2001                   | أوتاوا، كندا              | سباق 800 متر - عدو سريع للسيدات  | المركز الثامن                    | أنهت السباق في زمن قدره 2:05.39 دقيقة |
| 2001  | دورة الألعاب الفرانكوفونية 2001                   | أوتاوا، كندا              | سباق 1500 متر - عدو سريع للسيدات | المركز الثاني (الميدالية الفضية) | أنهت السباق في زمن قدره 4:17.95 دقيقة |
| 2001  | دورة ألعاب البحر الأبيض المتوسط 2001              | تونس، تونس                | سباق 800 متر - عدو سريع للسيدات  | المركز السادس                    | أنهت السباق في زمن قدره 2:08.28 دقيقة |
| 2001  | دورة ألعاب البحر الأبيض المتوسط 2001              | تونس، تونس                | سباق 1500 متر - عدو سريع للسيدات | المركز الأول (الميدالية الذهبية) | أنهت السباق في زمن قدره 4:10.33 دقيقة |
| 2001  | دورة ألعاب البحر الأبيض المتوسط 2001              | تونس، تونس                | (4x400) سباق التتابع             | المركز السادس                    | أنهت السباق في زمن قدره 3:47.10 دقيقة |
| 2003  | بطولة العالم لألعاب القوى داخل الصالات 2003       | برمنغهام، المملكة المتحدة | سباق 1500 متر - عدو سريع للسيدات | المركز الثالث والعشرين           | أنهت السباق في زمن قدره 4:18.45 دقيقة |
| 2005  | دورة ألعاب البحر الأبيض المتوسط 2005              | المرية، إسبانيا           | سباق 1500 متر - عدو سريع للسيدات | المركز الأول (الميدالية الذهبية) | أنهت السباق في زمن قدره 4:10.77 دقيقة |
| 2006  | بطولة إفريقيا لألعاب القوى 2006                   | بامبوس، موريشيوس          | سباق 1500 متر - عدو سريع للسيدات | المركز التاسع                    | أنهت السباق في زمن قدره 4:34.30 دقيقة |
| 2007  | دورة الألعاب الإفريقية 2007                       | الجزائر، الجزائر          | سباق 1500 متر - عدو سريع للسيدات | المركز الثامن                    | أنهت السباق في زمن قدره 4:14.39 دقيقة |